# 杉浦"ラフィン"誠一郎
杉浦"ラフィン"誠一郎（すぎうら ラフィン せいいちろう、1981年（昭和56年）2月15日 - ）は、日本のドラマー、ソングライター、編曲家。アトミックモンキー所属。主にアニメやラジオの番組主題歌などを手がける。

## 来歴
東京都出身。幼少の頃にピアノを習い、高校3年の時にドラマーとしてバンド活動を始める。バンド内で作編曲を担当する傍ら、DTM・打ち込みを独学で学んだ。
大学在籍時に文化放送内の番組BGMや効果音の制作に携わる。中央大学文学部教育学科心理学コース卒業後、伊福部崇・鷲崎健らPOAROの紹介でアトミックモンキー音楽事業部に加入。
アトミックモンキー所属以前は「杉浦誠一郎」名義で活動。所属後に「杉浦"ラフィン"誠一郎」名義に変更。
2011年（平成23年）に結婚。作詞活動にも着手。

## 人物
血液型はAB型。
姉は漫画家の大和名瀬。コニカの創立者である杉浦六右衛門（小西六衛門）の玄孫にあたる。
"ラフィン"は学生時代に活動していたバンド「物色」内での呼び名。
作詞・作曲を手がけた「いぇす! ゆゆゆ☆ゆるゆり♪♪」（『ゆるゆり♪♪』OP主題歌）はオリコンで週間6位を記録。
アレンジ及びサウンドディレクション全面を担当した、鷲崎健の2ndアルバム「SINGER SONG LIAR」はオリコンのインディーズアルバム週間ランキングで1位を獲得した。
一番好きな楽器はオルガン。自信作は鷲崎健の楽曲の「1000000SEX」であると自身のブログで明かしている。

## 主な参加作品

### テレビアニメ
- ポンポン ポロロ　OP ED主題歌　日本語訳詞
- おねがい♪マイメロディ きららっ★
  - OPテーマ「きらきらキララ☆彡」作編曲（作詞:伊福部崇 歌:うちやえゆか）
  - EDテーマ「星空ハヤトチリ」作編曲（作詞:伊福部崇 歌:うちやえゆか）
- メイプルストーリー
  - EDテーマ「心の輝き」編曲（作曲：藤田恵美 歌:折笠富美子）
  - 25話EDテーマ「ボクノリズム」作編曲（歌:折笠富美子）
- ゆるゆり♪♪
  - OPテーマ「いぇす! ゆゆゆ☆ゆるゆり♪♪」作詞・作曲（歌:七森中☆ごらく部）
  - 挿入歌「みんなだいすきのうた」 作詞・作曲（歌:赤座あかり cv.三上枝織）
  - ゆるゆり なちゅやちゅみ!+ EDテーマ「おひるねゆにばーす」作詞・作曲・編曲
  - 「ナツノハナ*ものがたり」作詞・作曲・編曲（歌:古谷向日葵 cv.三森すずこ）
  - 「ふたりスタイル」作曲（歌:池田千歳 cv.豊崎愛生 杉浦綾乃 cv.藤田咲）
- 真 ストレンジ・プラス
  - 主題歌「3'30"-サンプンハン-」編曲 (作詞:伊福部崇作曲:鷲崎健 歌:POARO）
  - 「美国探偵事務所 社歌」 作・編曲

### テレビCM・Web 公式PV
- 週刊少年ジャンプ
  - 「約束のネバーランド」
  - 「鬼滅の刃」
  - 「呪術廻戦」
  - 「ROBOT×LASERBEAM」
  - 「ノアズノーツ」
  - 「ジガ」
- 少年ジャンプ+
  - 「ワンパンマン」
  - 「ファイアパンチ」
  - 「地獄楽」
- 週刊ヤングジャンプ
  - 「東京喰種:re」
  - 「キングダム」
  - 「ゴールデンカムイ」
  - 「テラフォーマーズ」
  - 「銀河英雄伝説」
  - 「かぐや様は告らせたい〜天才たちの恋愛頭脳戦〜」
  - 「うらたろう」[1]
  - 「ブラックナイトパレード」
  - 「予告犯」
- ジャンプスクエア
  - 「この音とまれ!」
  - 「憂国のモリアーティ」
  - 「ド級編隊エグゼロス」
  - 「ふたりぼっち戦争」

### ゲーム
- サンリオ スマートフォンアプリ 「SHOW BY ROCK!! 」
  - プラズマジカ
    - 「Can't stop DAISUKI!!」作詞・作曲・編曲（歌稲川英里・上坂すみれ）
    - 「Favorite Number」作詞・作曲・編曲（歌:稲川英里）
    - 「Regret Breaker」作詞・作曲・編曲（歌:佐倉綾音）

  - トライクロニカ
    - 「Small&StarLight」作詞・作曲・編曲

  - すたっどばんぎゃっしゅ
    - 「Proof of my soul」作詞・作曲・編曲
    - 「OVER"D"LIVE!」作詞・作曲・編曲
    - 「告白≧Revolution」編曲

  - 忍迅雷音
    - 「MISSION to the night,FASHION for the fight」作詞
    - 「Soldier Named The Shadow」作詞
    - 「Thunder,Light,Stone,Fire ～電・光・石・火～」作詞
- DeNA
  - キングダム -英雄の系譜- PR動画
  - キン肉マン マッスルショット PR動画
- DMM.com
  - 御城プロジェクト:RE PV
  - 千年戦争アイギス PV

### ラジオ
- 鷲崎健のヨルナイト×ヨルナイト
  - OPテーマ「ヨナヨナ ～Yoke of Nights～」編曲
  - EDテーマ「ダーリンダーリン」編曲
- 浅沼晋太郎・鷲崎健の「思春期が終わりません」
  - 「思春期は終わらない!」 「走れチェアー」「彼女はサイボーグ」編曲
- えなこの〇〇ラジオ
  - 「キミに♡メタモルフォーゼ」編曲
- A&G NEXT BREAKS FIVE STARS
  - EDテーマ「Twinkle Collector」作詞・作曲・編曲
- THE IDOLM@STER STATION!!!
  - OPテーマ「ぜんぜんあいたい」作編曲（作詞:伊福部崇 歌:沼倉愛美・原由実・浅倉杏美）
  - OPテーマ「in WonderRadio」作編曲
- A&Gメディアステーション こむちゃっとカウントダウン
  - 「こむちゃっとカウントダウンVocal CD 2011」より
    - 「Party-Life!!」作詞・作曲・編曲（歌:櫻井孝宏・井口裕香）

  - 「こむちゃっとカウントダウンVocal CD 2014」より 
    - 「Radio Prayer」編曲（作詞・作曲:鷲崎健 歌:櫻井孝宏・井口裕香）
    - 「ボクらのMUSIC」編曲（作詞:溝口貴紀(RUCCA) 作曲:上松範康 歌:井口裕香）
    - 「リニカナッタ」編曲（作詞・作曲:新居昭乃 歌:櫻井孝宏）
- A&G ARTIST ZONE THE CATCH
  - OPテーマBGM ジングル
- A&G ARTIST ZONE 2h
  - OP・EDテーマ ジングル
- A&G 超RADIO SHOW〜アニスパ!〜
  - OPテーマ「OPENING!」「マハラジャになりたい!!」「Mr.DJ!」編曲（歌:milk rings）
  - EDテーマ「sunny-rain」編曲（歌:milk rings）
- 彩雲国物語WEBラジオ主題歌
  - 「愛侠歌 〜天彩輝雲〜」 作編曲（歌:関智一）
- 能登麻美子・地球NOTE テーマBGM
- 朴璐美・宮野真守のポケ声ファイト!
  - 「fight!」作編曲（歌:朴璐美・宮野真守）
  - 「URAHARA」作編曲（歌:朴璐美）
  - 「暖かい刻につつまれて」作曲（歌:宮野真守）
- Voice of A&G Digital 超ラジ!
  - OP曲「message」編曲（歌:飯塚雅弓 & 鷲崎健）
- セガサミーアワー はーい井上商店ですよ!
  - OPテーマ「DOKI2 ほりでぃ〜そらいけお父さん〜」編曲（歌:ナナケンキッコ（井上喜久子・井ノ上奈々・鷲崎健）
- ラジオTo LOVEる -とらぶる-
- らぶたま〜I love egg テーマBGM
- 智一・美樹のラジオビッグバン
- まさや・かおりの らぶx2エモーション（パーソナリティ:小野坂昌也・清水香里・櫻井孝宏）
- 榎本温子のらじお・む〜

### WEB番組
- 愛美のperfectwoman　※番組内ショートフィルム企画「かんぺきなおんな」
  - 主題歌「いやよいやよもすきのうち」作編曲（歌：愛美先生（CV.愛美））[2][3]

### 個人アーティスト・その他
- 今井ゆうぞう
  - 『〜こどもの暮らしを楽しむ言葉をちりばめた〜昔ばなしとお歌』より
    - オリジナルソング「ありがとう…」作編曲（作詞・歌:今井ゆうぞう）
    - 「うさぎとかめ」「ももたろう」「かぐやひめ」「おむすびころりん」編曲
- 小野友樹
  - 「ミソプレパレード」編曲・作曲協力（歌:小野友樹・浜添伸也）
- Buono!
  - 『ガチンコでいこう!』より「れでぃぱんさぁ」作曲
- 日テレジェニック
  - 2009「アイドルの理想と現実 09」編曲
  - 2011「てのひらぎゅっと」編曲（日テレジェニックの穴EDテーマ）
- SMILY☆SPIKY（宮野真守・髙木俊）
  - 「VeryVeryFunTime!!」「君の顔思い出そう」作編曲
- 緒方恵美
  - アルバム『Rebuild』より　「ハッピーの誕生」編曲
- 鷲崎健
  - 1stアルバム『Silly Walker』収録「娘よ」を除く全楽曲編曲
  - 2ndアルバム『SINGER SONG LIAR』全楽曲編曲
  - 3rdアルバム『「I Love You」のある世界』全楽曲編曲
  - 4thアルバム『What a Pastaful World』全楽曲編曲サウンドプロデュース
- オッド・アイ
  - 1stアルバム『Okey Dokey Do it』全楽曲編曲
- 関智一
  - 『LOVARIOUS』『関智一の勝手に祝うライダー35周年!』『Thank You My Heroes!!』作編曲参加
- 折笠富美子
  - アルバム『うららかeasy』作編曲参加
- milk rings（浅野真澄・鷲崎健）
  - 「OPENING!」「マハラジャになりたい!!」「MR.DJ!」「海へ」「Strawberry」「sunny-rain」 編曲
- 長嶋はるか
  - 『虹のラプソディー』より
    - 「Happy Go Lucky!」編曲
- 亥野麻紀
  - ラジオ番組鷲崎健の王様は退屈じゃ!より
    - 「2530」「王様は退屈じゃ!」編曲
- ポアロ
  - 3rdアルバム『おもちゃやめぐり』編曲参加
  - 4thアルバム『ふっかつのじゅもんがちがいます』編曲参加
  - Best『16in1』編曲参加
  - 5thアルバム『NO NEGATIVE, NO LIFE.』編曲参加
- アニメ店長
  - SONG ALBUM 『有頂天!! II 〜HIGH‐STANDARD II〜』より
    - 「情熱花火」「VIVA GIRL」「アニメイト社歌」作編曲

  - マキシシングル『アニメ店長 激情版』より
    - 「傷だらけの笑顔」作編曲
- Kisty
  - 「恋人は……（テンテンテン）」「恋をください ダメですか?」編曲
- 松来未祐 マニピュレーターとしてバンドサポート

### ドラマCD・BGM
- ディズニー・デート〜声の王子様〜 全曲のボーカルディレクションを担当

出演（関智一・杉田智和・森川智之・福山潤・櫻井孝宏・緑川光・神谷浩史・入野自由・鈴村健一・山寺宏一）
- ドラマCDまるマシリーズ
- ドラマCD
  - 『キヨショー』第1 - 3巻
  - 『ラブ★パニ 恋愛警報☆パニック注意報 』 原作・大和名瀬
  - 『JAZZ-ON!』[4]
- ラジオCD『スウィートジャンクション』バイパスシリーズ
- ポアロDVD『大喜利どうでしょう 〜ポアロと行く大喜利修学旅行〜』サウンドトラック

### 舞台
- 劇団ヘロヘロQカムパニー
  - 第15回公演『闘え! クロスダイバー!! 〜改造され果てて…〜』主題歌 作編曲
  - 第17回公演『燃えてサムライ 〜FINAL BURST〜』主題歌 作編曲
  - 第19回公演『マッハ・レコーディング a GoGo!!』主題歌 作編曲 BGM制作
  - 第20回公演『八つ墓村』主題歌 作編曲
  - 第21回公演『ウマいよ! 地球防衛ランチ 〜残さず食べてね〜』主題歌 作編曲
  - 第22回公演『カラクリ雪之JOE変化』主題歌 作編曲
  - 第24回公演『悪魔が来りて笛を吹く』主題歌 作編曲
  - 第25回公演『魔界転生』イメージソング 作編曲
  - 第26回公演『ホタエナッ!! 〜Who Killed Ryoma?〜』主題歌 作編曲
  - 第27回公演『獄門島』主題歌 作編曲
  - 第28回公演『リザードマン』主題歌（関智一・小西克之） 作編曲
  - 第32回公演「無限の住人」主題歌 作編曲
- 「SASUKE」BGM参加